# جامع شهرضا
جامع شهرضا (بالفارسية: مسجد جامع شهرضا) هو مسجد تاريخي يعود إلى عصر الدولة السلجوقية، ويقع في شهرضا.